# Ouragan Karl (2004)
Pour les articles homonymes, voir Cyclone tropical Karl.
L'ouragan Karl fut la 11e tempête tropicale nommée de la saison cyclonique 2004 dans l'Atlantique, le 8e cyclone tropical et le 5e ouragan majeur.

## Chronologie
Née le 16 septembre d'une perturbation à proximité des Îles du Cap-Vert, la dépression tropicale n° 12 évolue le lendemain en tempête tropicale, puis le 18 en ouragan, le huitième de la saison cyclonique. Il ne menace aucune terre habitée et prend une trajectoire vers le nord-ouest puis le nord. Ouragan majeur de classe 3 le 19, il évolue le même jour en classe 4, le quatrième de la saison 2004. Il reste ouragan majeur jusqu'au 22, par 27° Nord, puis encore temporairement le 23. Atteignant des latitudes très élevées, il perd ses caractéristiques tropicales le 24 septembre.